# یه کمک کوچولو
یه کمک کوچولو (به انگلیسی: A Little Help) یک فیلم کمدی-درام آمریکایی، به نویسندگی و کارگردانی مایکل جی. ویتهورن است که اولین بار، ۲۱ مه ۲۰۱۰ در جشنواره بین‌المللی فیلم سیاتل عرضه و منتشر شد.

## بازیگران
- جینا فیشر در نقش لورا پلکه
- کریس اودانل در نقش باب پلکه
- دنیل یلسکای در نقش دنیس پلکه
- راب بندیکت در نقش پائول هلمز
- بروک اسمیت در نقش کتی هلمز
- زک پیچ در نقش کایل هلمز
- کیم کواتس در نقش مل کامینسکای
- لزلی ان وارن در نقش جوآن دانینگ
- ران لیبمن در نقش وارن دانینگ
- آردن میرین در نقش خانم گالاگر
- آیدا تورتورو در نقش نانسی فلدمن
- جیمز ریبهورن در نقش دکتر برونشتاین
- جوی سوپرانو در نقش جولی کنتونی
- سام مک‌موری در نقش دان گندهه
- دیون فرانسیس دیموسی در نقش خودش